# 5. divertimento (Mozart)
Vonósnégyesre és két kürtre szánta Wolfgang Amadeus Mozart 1776 júniusában, Salzburgban Antonia Lodron grófnő számára írott No. 5-ös F-dúr divertimentóját, amely a Köchel-jegyzékben a 247-es számot viseli.
A mű hat tételből áll:
1. Allegro
2. Andante grazioso
3. Menuetto
4. Adagio
5. Menuetto
6. Andante. Allegro assai

Valószínű, hogy szabadtéri szerenádzenét kívánt írni a grófnő születésnapjára, bár a megszólaltatásra nézve nincsenek dokumentumaink.
Michael Haydn hatása ezen a divertimentón is megmutatkozik, különösen az első tételen, amelyet néhány ütemes harsány Intrada vezet be. A lassú második tétel Mozart gáláns stílusának jellegzetes példája. Az első menüett a bécsi szerenádzenékre emlékezik. A kürtök, amelyeknek a második tételben nem jutott jelentős szólam, itt fontos szerepet töltenek be. Az Adagiót kizárólag vonósok szólaltatják meg: ez a tétel poétikus hangulata és kifejezésének megkapó egyszerűsége révén a mű legértékesebb darabja. A zárótétel – a cassatiók módjára – lassú bevezetéssel kezdődik. Méltóságteljes indulózene ez az Andante, A varázsfuvola papjainak vonulásánál idézi majd fel Mozart, másfél évtizeddel később. A briliáns gyors tétel az előző évek olasz és francia zenei élményei között válogat.